# Гавранок

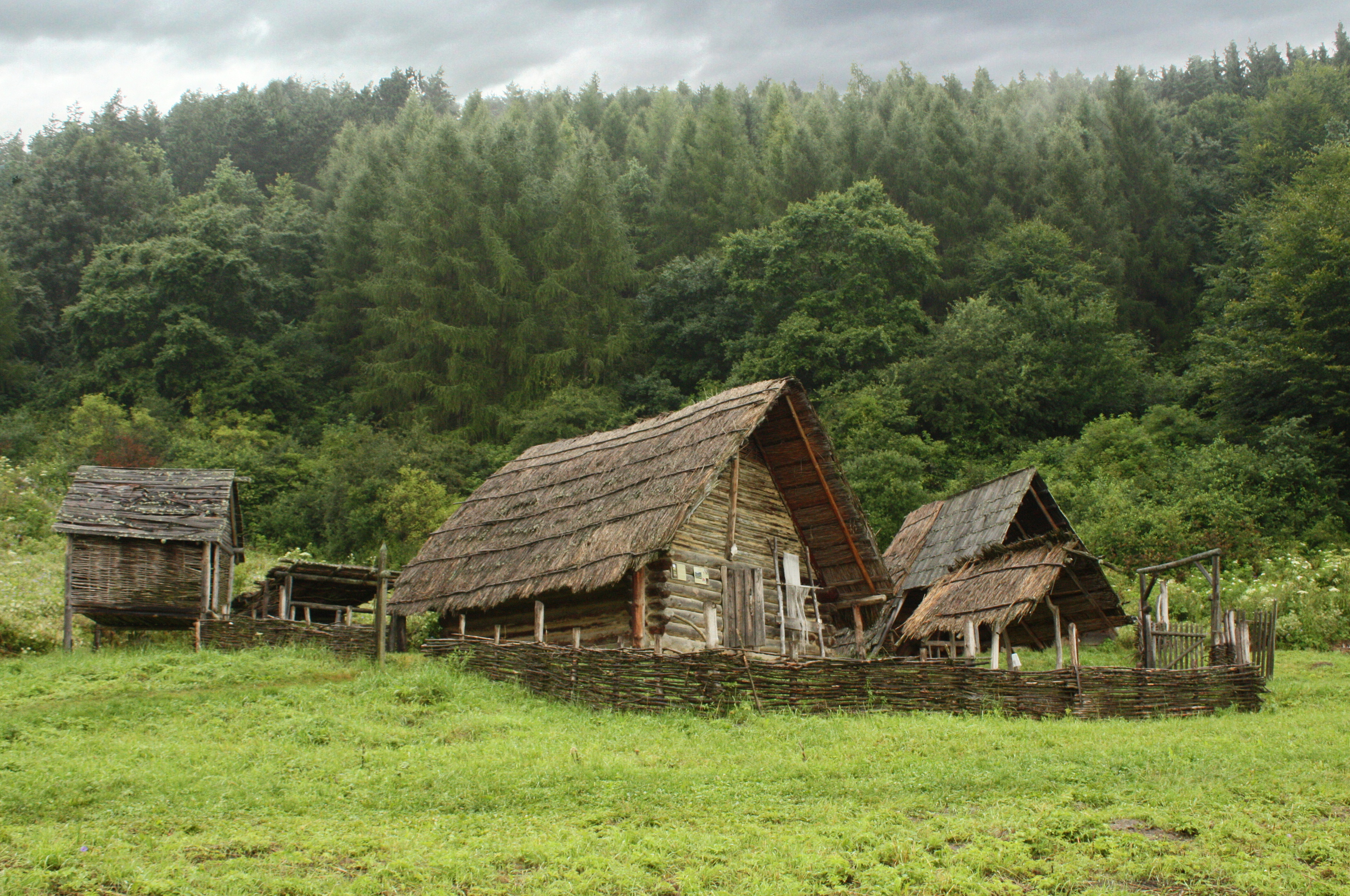
Археологічний музей Ліптовська Мара — Гавранок. Реконструйована садиба верхньої залізної доби (300—100 рр. до н. е.

Гавра́нок — важливе археологічне місце в північній Словаччині. Розташовано на пагорбі над дамбою водосховища Ліптовська Мара близько 2 км від с.Бобровнік, на половині шляху між містами Ружомберком та Ліптовським Мікулашом. У 1960-х роках, під час будівництва дамби водосховища, тут були відкриті кельтські (Котіни) укріплені осади з друідською святинею з І ст. до н. е. Було також відкрито жертовну шахту з вівтарем та рештками жертв. У ХІІ-XV ст. тут було слов'янське поселення — дерев'яний град укріплений частоколом та ровом. Пізніше був побудований мурований костел.
Обидва відкриті об'єкти були частково реконструйовані. Протягом залізної доби та римського часу Гавранок був важливим релігійним центром кельтів, що жили на території сучасної Словаччини.

## Зовнішні посилання
- Музей Гавранок[недоступне посилання з липня 2019]

49°6′17″ пн. ш. 19°28′54″ сх. д. / 49.10472° пн. ш. 19.48167° сх. д.